# Psyche (sondă spațială)
Psyche este o misiune spațială lansată la 13 octombrie 2023 pentru a explora originea nucleelor planetare prin orbitarea și studierea asteroidului metalic 16 Psyche.
16 Psyche este cel mai greu asteroid de tip M cunoscut și se crede că este nucleul de fier expus al unei protoplanete, rămășița unei coliziuni violente cu un alt obiect care i-a dezbrăcat scoarța exterioară. Observațiile radar de pe Terra ale asteroidului indică o compoziție fier-nichel. La 4 ianuarie 2017, misiunea Psyche a fost selectată pentru misiunea #14 Discovery a NASA, iar lansarea a fost programată pentru 20 septembrie 2022,
 însă a fost amânată. Psyche a fost lansată la 13 octombrie 2023 de pe un SpaceX Falcon Heavy.

## Prezentare generală a misiunii
Nava spațială Psyche va folosi propulsie electrică solară, iar sarcina utilă științifică va fi o cameră multispectrală, un magnetometru și un spectrometru cu raze gamma.
Misiunea este concepută pentru a efectua activități științifice timp de 21 de luni. Nava spațială a fost construită de NASA Jet Propulsion Laboratory (JPL) în colaborare cu SSL (fostul Space Systems/Loral) și  Universitatea de Stat din Arizona.
S-a propus ca lansarea rachetei să fie împărțită cu o misiune separată numită Athena, care ar urma să efectueze un singur survol al asteroidului 2 Pallas, al treilea asteroid ca mărime din Sistemul Solar. În mai 2020, s-a anunțat că Falcon Heavy care va transporta Psyche va include două încărcături utile secundare de mici dimensiuni pentru a studia atmosfera marțiană și asteroizii binari, denumite EscaPADE  (Escape and Plasma Acceleration and Dynamics Explorers) și, respectiv, Janus, dar, în septembrie 2020, sonda EscaPADE pentru atmosfera marțiană a fost eliminată din plan. Ulterior, Janus a fost scos și el din misiunea Psyche, la 18 noiembrie 2022, după ce o evaluare a stabilit că nu se va afla pe traiectoria necesară pentru a-și îndeplini cerințele științifice ca urmare a noii perioade de lansare a lui Psyche.

### Scopuri și obiective științifice
Misiunea Psyche își propune să caracterizeze geologia, forma, compoziția elementară, câmpul magnetic și distribuția masei lui 16 Psyche. Se așteaptă ca această misiune să sporească înțelegerea formării și a interioarelor planetare.
Mai exact, obiectivele științifice ale misiunii sunt:
- Înțelegerea unui element constitutiv neexplorat anterior al formării planetelor: nucleele de fier.
- Să privim în interiorul planetelor terestre, inclusiv al Pământului, prin examinarea directă a interiorului unui corp diferențiat, care altfel nu ar putea fi văzut.
- Explorarea unui nou tip de lume, alcătuită din metal.

Obiectivele științifice sunt:
- Să se determine dacă 16 Psyche este un nucleu sau dacă este vorba de material netopit.
- Determinarea vârstei relative a regiunilor de pe suprafața lui 16 Psyche.
- Să se determine dacă corpurile metalice mici încorporează aceleași elemente ușoare ca și cele așteptate în miezul de înaltă presiune al Pământului.
- Să se determine dacă 16 Psyche s-a format în condiții mai oxidante sau mai reducătoare decât nucleul Pământului.
- Să se caracterizeze topografia lui 16 Psyche.

Întrebările științifice pe care această misiune își propune să le abordeze sunt:
- Este 16 Psyche nucleul dezgolit al unui planetezimal diferențiat sau s-a format ca un corp bogat în fier? Care au fost elementele constitutive ale planetelor? Au avut planetezimalele care s-au format în apropierea Soarelui compoziții foarte diferite?
- Dacă 16 Psyche a fost dezgolit de mantaua sa, când și cum s-a întâmplat acest lucru?
- Dacă 16 Psyche a fost cândva topit, s-a solidificat din interior spre exterior sau din exterior spre interior?
- A produs 16 Psyche o dinamică magnetică pe măsură ce s-a răcit?
- Care sunt principalele elemente de aliaj care coexistă în metalul de fier din nucleu?
- Care sunt principalele caracteristici ale suprafeței geologice și ale topografiei globale? Arată 16 Psyche radical diferit față de corpurile de piatră și gheață cunoscute?
- Prin ce diferă craterele de pe un corp metalic de cele din rocă sau gheață?

Ilustrație reprezentând asteroidul Psyche bogat în metale.
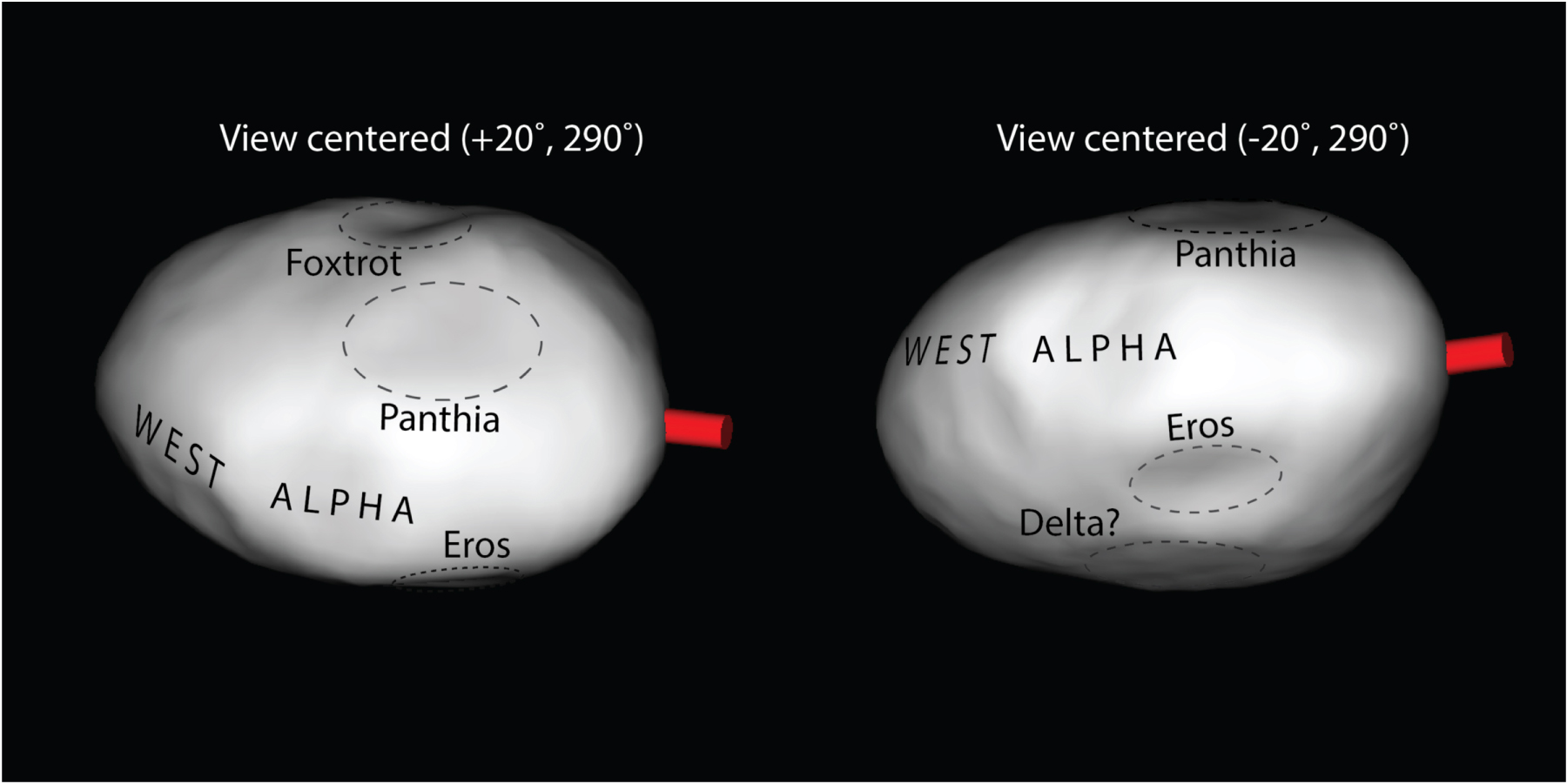
Forma asteroidului Psyche, cu indicarea unora dintre caracteristicile observate la suprafață.

## Instrumente
Psyche va zbura cu o încărcătură utilă de 30 kg,  constând din patru instrumente științifice:
- Multispectral Imager va oferi imagini de înaltă rezoluție folosind filtre pentru a face distincția dintre constituenții metalici și silicați.
- Spectrometrul cu raze gamma și neutroni va analiza compoziția elementară a asteroidului.
- Magnetometrul va măsura câmpul magnetic al asteroidului.
- X-band Gravity Science Investigation va folosi sistemul de telecomunicații radio în bandă X (microunde) pentru a măsura câmpul gravitațional al asteroidului și a deduce structura interioară a acestuia.